# Paul Specht
Pour les articles homonymes, voir Specht.

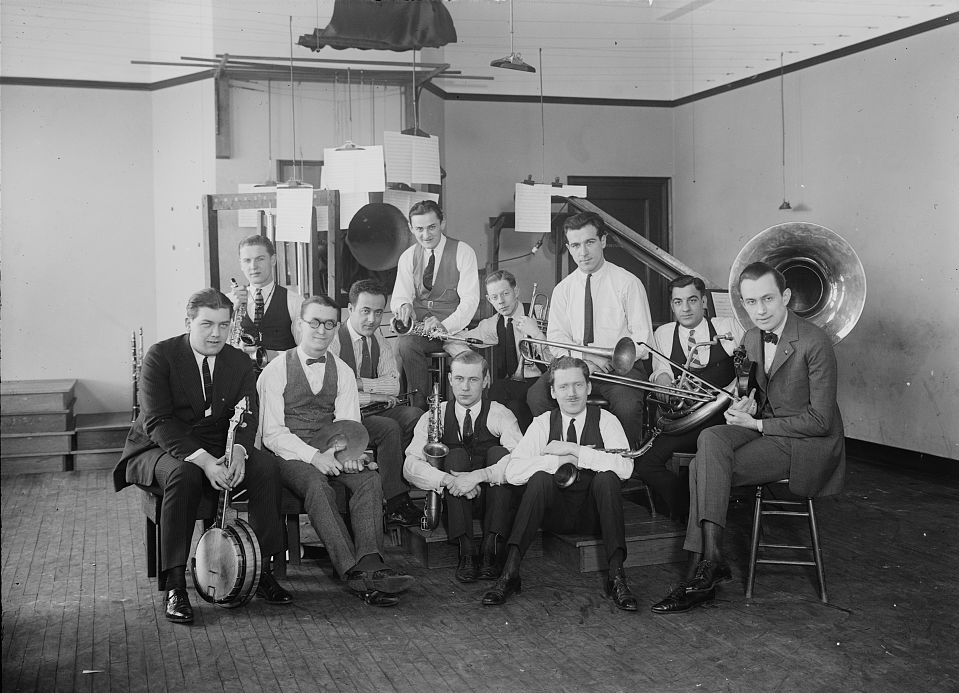
Paul Specht (à l'extrémité droit) avec son orchestre dans les années 1920

Paul Specht, né le 24 mars 1895 à Sinking Spring (Pennsylvanie) et mort le 11 avril 1954 à New York, est un violoniste et chef d'orchestre de jazz américain.

## Biographie
Né à Sinking Spring, en Pennsylvanie, Specht apprend le violon avec son père Charles G. Specht, violoniste, organiste et chef d'orchestre. Il étudie au Combs Conservatory de Philadelphie et dirige son premier groupe en 1916, qui effectue une tournée dans l'Ouest des États-Unis pendant la Première Guerre mondiale. Il signe chez Columbia Records en 1922, jouant avec divers ensembles, en particulier The Georgians.
Il fait plusieurs tournées en Angleterre à partir de 1922 et y fonde une école pour musiciens de jazz en 1924.
Specht a principalement enregistré pour Columbia de 1922 jusqu'à ses derniers disques commercialisés en 1932. L'ensemble de Specht a été le premier orchestre de la société RCA et est le premier ensemble à être filmé après la fin du cinéma muet. En 1929, l'orchestre de Specht est invité à jouer lors de l'investiture d'Herbert Hoover.
Comme chef d'orchestre radio en 1932, son groupe et le trio d'harmonie Three X Sisters (en) collaborent sur les ondes radio d'ABC pour plusieurs formats musicaux différents. Populaire dans les années 1930, Specht dirige des groupes dans les années 1940, période au cours de laquelle il est atteint d'une arthrite qui a entrave ses capacités musicales.[4] Il vit à Greenwich Village à la fin de sa vie et s'y occupe de radio et de télévision.
Il est décédé en avril 1954 à l'âge de 59 ans à New York.
De nombreux artistes ont joué dans son ensemble comme : Hank D'Amico, Russ Morgan, Sylvester Ahola, Arthur Schutt, Charlie Spivak (en), Joe Tarto, Art Christmas (en) ou Chauncey Morehouse (en).